# Maleo
Marudo là một đô thị ở tỉnh Lodi trong vùng Lombardia của Italia, cách khoảng 20 km về phía đông nam của Milano và khoảng 13 km west of Lodi. Tại thời điểm 31 tháng 12 năm 2004, đô thị này có dân số 1.202 người và diện tích là 4,2 km².
Marudo giáp các đô thị: Caselle Lurani, Castiraga Vidardo, Valera Fratta, Sant'Angelo Lodigiano, Villanterio.